# Exaptace
Exaptace je v evoluční biologii termín popisující změnu ve funkci znaku v průběhu působení evoluce. Exaptace nastala například, pokud znak původně sloužil k jedné funkci, ale časem se využil na jinou - to může být případ nejen fenotypických znaků, ale i genů ovlivňujících chování. Termín nahradil dříve používané spojení pre-adaptace, který evokoval, že znaky vyvíjejí cíleně.
Klasickým příkladem je peří u ptáků, jehož původním účelem byla termoregulace, ale později bylo využito pro plachtění. Exaptace často poskytuje vysvětlení zbytečně složitého nebo naopak nedokonale vyvinutého orgánu. 

## Historie a definice
Myšlenku, že funkce jednotlivých znaků se mohou v průběhu evoluce posouvat vyjádřil už Charles Darwin (Darwin 1859). Koncept byl také studován roku 1982 Gouldem a Vrbou. Právě oni poprvé představili pojem "exaptace" s mírně širším významem a to sice:
(1) Prvek dříve vyvinutý odlišným selekčním tlakem - kooptace (2) Prvek, jehož původ nemůže být popsaný jako přímý důsledek přirozeného výběru, již (například v důsledku změny podmínek) neplní dříve plněnou funkci. (Gould and Vrba 1982, Table 1)
Definice neříkají nic o tom, zdali byly znaky vyvinuté přirozeným výběrem po kooptaci, přestože Gould a Vrba uvádí jakou příklad peří, které se vyvinulo až po kooptaci. Aby byly zastaveny takové dvojznačnosti, navrhl Buss (1998) termín "kooptivní adaptace" (co-opted adaptation), který se limituje pouze na znaky vzniklé a po kooptaci. Nicméně dnes používané pojmy "kooptace" a "exaptace" se používají v obou významech.

## Využití

### Evoluce komplexních znaků
Jedna z největších výzev, které musela Darwinova raná teorie přirozeného výběru čelit, byla otázka, proč probíhá evoluce komplexních struktur tak graduálně (po malých krocích). Podle Gould-Vrbovy studie jsou zkrátka prvotně vyvinuté orgány nepříliš vhodné pro svou funkci, protože jednou mutací je obtížné "uspokojit" všechny selekční tlaky na jeden znak. Toto je klíčová znalost v diskusi o pravdivosti evoluční teorie, protože někteří Darwinovi kritici jako Mivart poukazovali na to, že pokud by si například plaz měl vyvinout křídla pro lepší stíhání kořisti, musel by začít přeměnou předních končetin v něco mezi křídlem a nohou, což se nehodí ani pro létání, ani pro chození.
Jak si již Darwin v O původu druhů všiml, mnoho komplexních znaků se vyvinulo ze svých primitivnějších forem. Mezikrokem mezi křídly a nohama by proto mohl být orgán podobný vaku u vakoveverkovitých. Nicméně evoluční kritici mají pravdu v tom, že aby se znak mohl vyvinout, musí projít postupným vývojem (vznik dokonale účelné mutace je totiž extrémně nepravděpodobný).